# Tarragona (prowincja)
Tarragona – prowincja Hiszpanii współtworząca wspólnotę autonomiczną Katalonii. Powstała w roku 1833. Stolicą jest miasto o tej samej nazwie. Graniczy z prowincjami: Lleida, Barcelona, Castellón, Teruel i Saragossa oraz z Morzem Śródziemnym.

## Comarki
W skład prowincji Tarragona wchodzą następujące comarki:
- Alt Camp
- Baix Camp
- Baix Ebre
- Baix Penedès
- Conca de Barberà
- Ribera d’Ebre
- Montsià
- Priorat
- Tarragonès
- Terra Alta